# Stronger (píseň, Britney Spears)
Stronger (Silnější) je druhá píseň z alba Oops!… I Did It Again americké zpěvačky Britney Spears. Píseň byla vydána během čtvrté čtvrtiny roku 2000.

## Informace o písni
Píseň napsali a produkovali dvorní producenti této Američanky Max Martin a Rami. V této písni se zpívá o překonaných krizích ve vztahu a prohlašuje se, že pokud to člověk zvládne je silnější než předtím.

## Videoklip
Videoklip režíroval Joseph Kahn a natáčel se v Los Angeles. Klip začíná scénou, kdy Britney přijde na party plné lidí a vidí svého přítele jak ji podvádí s jinou dívkou. Poté vidíme Britney jak skvěle tančí.
Ve druhé polovině klipu Britney odjíždí z party, ale je bouřka tak své auto zastaví a jde v dešti sama. Video končí pohledem na Britney, která jde přes most.

## Ocenění a nominace
Klip byl později i nominován na MTV Video Music Awards v kategorii Nejlepší popové video a i v Teen Choice Awards v kategorii Nejlepší píseň.
| Rok  | Ocenění                | Kategorie             | Výsledek |
| ---- | ---------------------- | --------------------- | -------- |
| 2001 | MTV Video Music Awards | Nejlepší popové video | Nominace |
| 2001 | Teen Choice Awards     | Nejlepší píseň        | Nominace |

## Hitparádové úspěchy
Stronger se v USA dostal těsně pod Top 10. Dobrého umístění se dočkala píseň i v několika evropských zemích a Austrálii. Stronger byla vydána hlavně, aby se dobře prodávala o Vánocích, ale záměr selhal. Ve Velké Británii se písně prodalo více než 163,000 kusů.

## Umístění ve světě
| Hitparáda (2000)       | Umístění |
| ---------------------- | -------- |
| U.S. Billboard Hot 100 | 11       |
| Argentina              | 2        |
| Austrálie              | 13       |
| Rakousko               | 4        |
| Belgie                 | 15       |
| Brazílie               | 5        |
| Nizozemsko             | 14       |
| Finsko                 | 8        |
| Francie                | 20       |
| Německo                | 4        |
| Indonésie              | 1        |
| Irsko                  | 6        |
| Lotyšsko               | 5        |
| Mexiko                 | 2        |
| Nový Zéland            | 15       |
| Norsko                 | 11       |
| Filipíny               | 1        |
| Švédsko                | 4        |
| Švýcarsko              | 6        |
| Tokio                  | 40       |
| Velká Británie         | 7        |
| Světová hitparáda      | 3        |